# NCAA Division I Men’s Tennis Championships 1990
Bei den NCAA Division I Men’s Tennis Championships wurden 1990 die Herrenmeister im US-amerikanischen College Tennis ermittelt. Gespielt wurde vom 18. bis zum 27. Mai in Indian Wells, Kalifornien. Als Gastgeberin fungierte die University of Southern California.

## Mannschaftsmeisterschaften
| Nr. | Spieler   | Erreichte Runde |
| --- | --------- | --------------- |
| 01. | Tennessee | Finale          |
| 02. | Stanford  | Sieg            |
| 03. | Georgia   | Viertelfinale   |
| 04. | UCLA      | Halbfinale      |

## Einzel
| Nr.   | Spieler           | Erreichte Runde |
| ----- | ----------------- | --------------- |
| 1.    | Todd Martin       | Viertelfinale   |
| 2.    | Jonathan Stark    | Viertelfinale   |
| 3.    | José Luis Noriega | Viertelfinale   |
| 4.    | Byron Black       | 1. Runde        |
| 5.–8. | Steve Bryan       | Sieg            |
| 5.–8. | Conny Falk        | Halbfinale      |
| 5.–8. | Joby Foley        | 1. Runde        |
| 5.–8. | Al Parker         | 2. Runde        |

| Nr.    | Spieler          | Erreichte Runde |
| ------ | ---------------- | --------------- |
| 9.–16. | Jeff Chiang      | 1. Runde        |
| 9.–16. | David Di Lucia   | Achtelfinale    |
| 9.–16. | Trevor Kronemann | 1. Runde        |
| 9.–16. | Alejo Mancisidor | 1. Runde        |
| 9.–16. | Michael Shyjan   | 1. Runde        |
| 9–16.  | Stéphane Simian  | 2. Runde        |
| 9.–16. | John Stimpson    | 1. Runde        |
| 9.–16. | David Wells-Roth | 1. Runde        |

## Doppel
| Nr. | Paarung                     | Erreichte Runde |
| --- | --------------------------- | --------------- |
| 1.  | Doug Eisenman Matt Lucena   | Sieg            |
| 2.  | Jared Palmer Jonathan Stark | Halbfinale      |
| 3.  | Doug Flach Tim Jessup       | 1. Runde        |
| 4.  |                             | Rückzug         |

| Nr.   | Paarung                       | Erreichte Runde |
| ----- | ----------------------------- | --------------- |
| 5.–8. | Johan Donar Conny Falk        | 2. Runde        |
| 5.–8. | Murphy Jensen Al Parker       | Viertelfinale   |
| 5.–8. | Mitch Michulka Michael Penman | Finale          |
| 5.–8. | Luis Ruette Sandon Stolle     | 1. Runde        |